# 瓊斯夫人
瑪麗·哈里絲·瓊斯（英語：Mary Harris Jones，1837年8月1日—1930年11月30日）一般尊稱為瓊斯夫人（Mother Jones）；是美國在1900年代工會組織運動的開路先鋒。

## 早期
瓊斯夫人生於愛爾蘭的黃柏鎮（Cork），1835年她的祖父參與英國和愛爾蘭的主權爭奪運動，不久後就舉家移民到加拿大的多倫多。瓊斯夫人在學校完成學業後，選擇到美國以老師為主業、裁縫為副業。並在美國認識了曾為鋼鐵勞工協會成員的先生喬治·瓊斯。

## 人生的轉折點
影響瓊斯夫人投入勞工運動的第一個轉折點是發生在1867年，當時田納西州忽然爆發黃熱病，瓊斯夫人的先生與四個孩子全染病身亡，第二個轉折點是1871年芝加哥大火，當時瓊斯夫人所有的財產全付之一炬。為了生存的權利，瓊斯夫人全力投入了勞工運動，加入了勞方騎士團體（the Knights of Labor），一個在世界勞工協會（Industrial Workers of the World ，簡稱IWW；或Wobblies）中的早期團體。瓊斯夫人在1905年協助此團體成立。並以教育家和組織人的活躍角色參與了許多全國性的運動。也開創了美國礦工協會（United Mine Workers 簡稱為UMW）和美國社會黨。

## 童工
做為一個工會組織者，瓊斯夫人以童工聖戰運動（Children's Crusade）改善了當時在礦業、農業中童工的困境。童工聖戰運動是一場相當大的遊行，從賓州的坎辛頓鎮Kensington一直北上到紐約州的牡蠣灣，也就是當時西奧多·羅斯福總統的家，在這個遊行當中，人人舉著「我們想要自由的玩」和「我們想上學」的橫布條以表示他們的決心，雖然當時的羅斯福總統拒絕接見這些抗爭者，但這開啟了美國社會對於童工保護的公開探討。

## 被捕
1913年，瓊斯夫人因為在西維吉尼亞州的「Paint Creek-Cabin Creek」罷工運動中被捕，與其他抗爭者一起的罪名是有企圖謀殺行為，但當時引起很大的紛亂，瓊斯夫人已經高齡83歲，而逮捕行動又有欠公正，因此瓊斯夫人很快就被釋放了。隨後美國參議院針對此案展開了一連串有效的調查。另一次瓊斯夫人被捕的紀錄則是在科羅拉多州，當時她正在組織煤礦礦工起來進行勞工抗爭運動，這次她在監獄中待了比較久，遞解出來之後，成功領導了名為「勒得羅大屠殺」（Ludlow Massacre）的罷工運動。勒得羅大屠殺是美國勞工史上最血淋淋的社會運動之一，共有約12000位礦工參與。今日科羅拉多城的勒得羅鎮是赫赫有名的鬼鎮。
1924年，94歲高齡的瓊斯夫人又上了法庭，這次她所面對的控告有誹謗、叛亂等。1925年，查爾斯·A·阿爾伯特（芝加哥論壇報出版者）打敗了這位勞工女家長，並獲賠美金35萬元。
1925年年初，瓊斯夫人在友人家中被企圖破門而入的惡棍攻擊，在簡短的打鬥中，一個攻擊者逃之夭夭，剩下的全負傷，受傷的攻擊者之一，54歲的凱斯·蓋吉（Keith Gagne）隨後死亡。由於他的頭部明顯被瓊斯夫人的著名黑馬靴傷害，瓊斯夫人隨後也遭到逮捕。但當攻擊者供出他們是被某個著名的地方商業人士所指使之後，她很快的被釋放了。

## 著作
瓊斯夫人一直到90多歲依然擔任工會組織人，快要百歲生日時，也照舊在全國勞運團體的理事前發表演說，她在95歲時正式退休，並將勞工抗爭經驗寫成了一本自傳，名為《瓊斯夫人自傳》（The Autobiography of Mother Jones （页面存档备份，存于）），在1925年出版。
今日有許多人知道瓊斯夫人的原因來自於一份與她同名的雜誌，此左派雜誌擁護相當多來自瓊斯夫人的社會觀點。此雜誌譯名為《瓊斯媽媽》或是《瓊斯母親》。英文則常簡稱為MOJO。

## 外部連結
- 瓊斯夫人官方網站 （页面存档备份，存于） - 英文
- 礦工的天使-瓊斯夫人 - 英文